# عباس اصغری
عباس اصغری یکی از بازیکنان فوتبال ایران است. این بازیکن در طول در دوران حضورش، در تیم‌های مختلفی من‌جمله نفت مسجد سلیمان مشارکت داشته‌است.